# Cova da Beira
La Cova da Beira es una subregión estadística portuguesa, parte de la Región Centro y del Distrito de Castelo Branco. Limita al norte con la Sierra de la Estrella y con la Beira Interior Norte, al este con la Beira Interior Sul, al sur con la Beira Interior Sul y con el Pinhal Interior Sul y al oeste con el Pinhal Interior Norte. Área: 1373 km². Población (2001): 93 580.
Comprende sólo 3 municipios:
- Belmonte
- Covilhã
- Fundão